# Bakersfield, California
Bakersfield là một thành phố thuộc quận Kern, tiểu bang California, Hoa Kỳ. Theo Thống kê Dân số năm 2000, thành phố này có 247.057 người. Nó là quận lỵ của quận Kern. Theo thống kê năm 2000, dân số của thành phố là 247.057. Nền kinh tế của Bakersfield dựa vào nông nghiệp, khai thác và chế biến dầu khí. Thành phố này là một trong những thành phố tăng phát triển nhanh của Hoa Kỳ. Dân số năm 2006 của thành phố Bakersfield là 312.000, lớn thứ 11 tại California và xếp thứ 59 trong các thành phố tại Hoa Kỳ. Vùng đô thị Bakersfield có số dân lên đến 451.800, là thành phố trong lục địa lớn thứ 3 sau Fresno và Sacramento. Ngành nông nghiệp của Bakersfield sản xuất: bông vải, cà rốt, nho, hạnh, hồ trăn, chanh cam quýt, lúa mỳ, tỏi và khoai tây. Các mỏ dầu tại đây gồm: Mỏ Sông Kern 100 năm tuổi, Mỏ Midway-Sunset, Khu dự trữ hải quân lại các đồi Elk, Mỏ Kern Front và Mỏ Belridge.

## Địa lý
Bakersfield nằm gần cuối "móng ngựa" của Thung lũng San Joaquin, với mũi phía nam của Sierra Nevada nằm ở phía đông. Giới hạn thành phố kéo dài đến rừng quốc gia Sequoia, tại chân của dãy núi Greenhorn nơi lối vào vực núi Kern. 
Ở phía nam, dãy núi Tehachapi có rặng Tejon lịch sử. Về phía tây là dãy Temblor, sau nó là Đài tưởng niệm quốc gia đồng bằng Carrizo và phay San Andreas. Dãy núi Temblor có cự ly khoảng 35 dặm (56 km) so với Bakersfield quan sàn thung lũng.
Bakersfield có tọa độ tại 35°21′26″B 119°1′54″T / 35,35722°B 119,03167°TĐã đưa tham số không hợp lệ vào hàm {{#coordinates:}} (35,357276, −119,031661).1
Theo Cục Thống kê Dân số Hoa Kỳ, thành phố này có tổng diện tích là 296,3 km² (114,4 dặm vuông). Trong đó, 292,9 km² (113,1 sq.mi.) là đất và 3,4 km² (1,3 sq.mi.) là mặt nước. Diện tích mặt nước chiếm 1,14% tổng diện tích.

## Dân tộc
Theo thống kê dân số2 năm 2000, thành phố này có 247.057 người, 83.441 hộ, và 60.995 gia đình. Mật độ dân số là 843,4 người/km² (2.184,4 người/sq.mi.). Có 88.262 nhà ở, mật độ trung bình là 301,3 nhà/km² (780,4 nhà/sq.mi.). Trong thành phố này, có 61,87% là người da trắng, 9,16% là người da đen hay Mỹ gốc Phi, 1,40% là người Mỹ da đỏ, 4,33% là người Á Châu, 0,12% là người dân đảo Thái Bình Dương, 18,68% là người thuộc một chủng tộc khác, và 4,43% là người lai. 32,45% của dân số là người Hispanic hay Latino thuộc một chủng tộc nào đó.
Có 83.441 hộ, trong đó 42,5% có trẻ em nhỏ hơn 18 tuổi ở trong nhà, 52,1% là đôi vợ chồng ở với nhau, 15,5% có đàn bà đơn thân làm chủ hộ, và 26,9% hộ không phải là hộ gia đình. Có 21,5% hộ chỉ có một người, còn 7,2% hộ chỉ có một người 65 tuổi trở lên ở một mình. Cỡ hộ trung bình là 2,92 người, còn cỡ gia đình trung bình là 3,41 người.
Trong thành phố này, 32,7% dân số chưa đến 18 tuổi, 10,1% dân số từ 18 đến 24 tuổi, 29,9% dân số từ 25 đến 44 tuổi, 18,6% dân số từ 45 đến 64 tuổi, và 8,8% dân số đã 65 tuổi trở lên. Tuổi trung bình của dân số thành phố này là 30. Cho mỗi 100 nữ có 94,6 nam, cho mỗi 100 nữ 18 tuổi trở lên, có 90,8 nam.
Thu nhập trung bình hàng năm của hộ ở thành phố này là 39.982 đô la, và thu nhập trung bình hàng năm của gia đình là 45.556 đô la. Thu nhập trung bình hàng năm của nam giới là 38.834 đô la, của nữ giới là 27.148 đô la. Thu nhập trên đầu người hàng năm của thành phố là 17.678 đô la. Có 14,6% người và 18,0% gia đình có thu nhập dưới mức sống tối thiểu. Trong tất cả dân cư, 24,4% của những người chưa đến 18 tuổi và 8,4% của những người đã 65 tuổi trở lên đang dưới mức sống tối thiểu.